# Deadline
Deadline é uma série dramática, exibida originalmente pela NBC, entre os anos de 2000 e 2001. Era estrelada por Oliver Platt como Wallace Benton, que trabalhava para o jornal The New York Ledger, o mesmo jornal que pode ser visto na série Law & Order.

## Elenco
- Oliver Platt como Wallace Benton
- Bebe Neuwirth como Nikki Masucci
- Tom Conti como Si Beekman
- Lili Taylor como Hildy Baker
- Hope Davis como Brooke Benton
- Damon Gupton como Charles Foster
- Christina Chang como Beth Khambu

## Episódios
| #  | Título                   | Exibição Original     |
| -- | ------------------------ | --------------------- |
| 1  | Pilot                    | 2 de Outubro de 2000  |
| 2  | Lovers and Madmen        | 9 de Outubro de 2000  |
| 3  | Perception               | 16 de Outubro de 2000 |
| 4  | Daniel in the Lion's Den | 23 de Outubro de 2000 |
| 5  | Howl                     | 30 de Outubro de 2000 |
| 6  | The Old Ball Game        | 17 de Março de 2001   |
| 7  | Don't I Know You?        | 17 de Março de 2001   |
| 8  | The Undesirables         | 24 de Março de 2001   |
| 9  | Somebody's Fool          | 24 de Março de 2001   |
| 10 | The First Commandment    | 31 de Março de 2001   |
| 11 | Just Lie Back            | 31 de Março de 2001   |
| 12 | Shock                    | 7 de Abril de 2001    |
| 13 | Red Herring              | 7 de Abril de 2001    |